# Indigo (альбом RM)
Indigo — дебютный студийный альбом южнокорейского рэпера RM из группы BTS, выпущенный 2 декабря 2022 года на лейбле Big Hit Music. Альбом стал первой полноформатной работой рэпера после Mono (2018) и представляет собой документальное свидетельство или архив его жизни за двадцать лет. Альбом состоит из 10 треков, в записи которых приняли участие Эрика Баду, Андерсон Пак, Табло из Epik High, Ким Саволь, Пол Бланко, Махалия, Colde, Юджин из Cherry Filter и Пак Джиюн. Девятый трек «Wild Flower», записанный совместно с Юджином, был выпущен вместе с альбомом в качестве ведущего сингла, а также сопровождался музыкальным видео.
Альбом занял второе место в чартах Южной Кореи, третье место в чартах Литвы, Португалии и США. На тот момент это был самый популярный альбом корейского исполнителя в Billboard 200; и четвёртое место в Японии. В январе 2023 года Корейская ассоциация музыкального контента присвоила альбому Indigo статус дважды платинового. По состоянию на июль 2023 года в стране было продано более 800 000 копий, а в США — более 100 000.

## Предыстория
В июне 2022 года, во время празднования девятой годовщины BTS, RM, после объявления о том, что участники группы будут уделять больше внимания индивидуальным музыкальным проектам, рассказал о борьбе с творческим выгоранием и потере чувства направления после выпуска четвёртого студийного альбома группы Map of the Soul: 7 (2020) и сингла «Dynamite». Он объяснил, что давление, связанное с участием в K-pop индустрии и необходимостью постоянно создавать музыку, затрудняло его рост и развитие как артиста. RM также отметил, что ему нужно время, чтобы подумать и переосмыслить свою музыкальную идентичность, поскольку стало сложнее совмещать личные творческие проекты с требованиями роли в группе. Он добавил, что хочет, чтобы аудитория узнала участников группы, включая его самого, как отдельных личностей, вне рамок коллектива BTS, и сообщил, что все они работают над сольными музыкальными проектами, которые готовятся к выпуску.
Во время личного прямого эфира на Weverse в июле он поделился обновлениями о ходе работы над своим альбомом, отметив, что он почти завершен, примерно на 90%, и осталось только снять видеоклипы и дополнительный контент, который будет выпущен вместе с альбомом. Он также пояснил, что музыка будет сильно отличаться от альбома 2018 года Mono: «Если Mono записан на период с 2016 по 2018 год, то я думаю, что этот новый альбом станет моим дневником и архивом за 2019-2022 годы».

## Релиз
10 ноября в ходе ежегодного брифинга для сообщества, проведённого корпорацией Hybe на YouTube, генеральный директор Дживон Парк объявил, что RM станет третьим участником группы BTS, после J-Hope и Чина, который выпустит сольный проект — свой дебютный альбом. Впоследствии RM опубликовал серию сторис в Instagram, где указал название альбома и дату выхода — Indigo, 2 декабря 2022 года. Он также сообщил, что начал работу над альбомом в начале 2019 года. В последующем посте на Weverse он отметил, что «работал над ним усердно в течение последних четырёх лет» и что в записи участвовали «забавные друзья», что, по-видимому, намекало на возможные коллаборации. Официальное уведомление от Big Hit Music, опубликованное на платформе вскоре после этого, подтвердило наличие коллабораций с различными артистами, но не раскрыло их имена. Обложка альбома, представляющая собой «фотографию образца синей ткани с вытравленным на ней белым названием альбома», была опубликована Big Hit в тот же день. Через два дня RM опубликовал в своих социальных сетях дополнительные фотографии, намекающие на общее настроение альбома. Сначала он разместил снимок просторной комнаты с деревянной мебелью, залитой тёплым светом. Затем в истории Instagram появилось изображение с фразой «последний архив моих двадцатых» на фоне синего фона. 14 ноября он опубликовал в Instagram предварительный просмотр внешнего оформления альбома за несколько часов до начала предзаказов.
Первый официальный сольный релиз RM, но третий в общей сложности, после его одноимённого микстейпа 2015 года и альбома Mono 2018 года, Indigo рассказывает «истории и переживания, через которые он прошёл, как дневник». Период предварительного заказа альбома начался 15 ноября. 22 ноября Big Hit Entertainment выпустила «Identity Film» для проекта. В соответствии с названием альбома, синий визуальный ряд включал «быстрый монтаж размытых изображений» с фоновым звуком статических помех. По мере развития клипа появлялся описательный текст об альбоме: «Запись RM: Индиго. Из цветов природы, человека и т.д. Документирование моей юности в момент независимой фазы. Засвеченная солнцем пластинка выцвела, как старые джинсы». Последняя строка текста гласила: «последний архив моих двадцатых», после чего видео «элегантно исчезло». На следующий день были опубликованы пять тизерных фотографий, на которых RM, одетый в синие джинсы и полностью белые наряды, стоит и сидит в той же теплой, светлой комнате, что и на ранее распространенных изображениях настроения. В некоторых фотографиях присутствует картина «Синий» (Blue) покойного корейского художника Юн Хёнгёна, которого RM, как известно, восхищает. RM заявил, что с альбомом Indigo он создал сотрудничество, которое «преодолевает границы» между музыкой и искусством. 24 ноября Big Hit Entertainment обнародовал трек-лист альбома, который состоит из 10 песен. В записи альбома приняли участие такие артисты, как Эрика Баду, Андерсон Пак и Табло, а также другие исполнители.

### Формат
Было выпущено два издания альбома, доступных для покупки. «Книжное издание» было выпущено в традиционном формате CD и включает в себя книгу, открытку, фотокарточку и постер. Эксклюзивные версии этого издания, доступные в магазинах Target и Weverse Shop в США, содержали дополнительную фотокарточку. «Открыточное издание» включает в себя лирическую книгу, мгновенную фотографию, руководство пользователя и сканируемый QR-код для доступа к цифровой версии альбома на музыкальном стриминговом приложении Hybe, Weverse Albums, а также дополнительный цифровой контент, эксклюзивный для этой платформы.

### Синглы
Девятый трек альбома, «Wild Flower», в котором вокал исполняет Юджин из Cherry Filter, был объявлен ведущим синглом альбома 25 ноября 2022 года. 30 ноября на YouTube был опубликован предварительный клип на музыкальное видео сингла. Тизер был основан на природе: сначала показан «безмятежный пшеничный поле», затем RM идет по равнине и любуется восходом солнца, после чего камера переходит на вид сверху на облака, освещенные снизу «с пятнами света», и заканчивается широкоугольным кадром, где RM стоит на вершине горы рядом с одиноким деревом, а на фоне звучат «атмосферные ударные и синтезаторные биты». Полная музыкальная видеоверсия была впервые показана на YouTube одновременно с глобальным цифровым релизом сингла 2 декабря. В видео не появляется Юджин.
«Wild Flower» дебютировал на 75 месте в 49-м выпуске цифрового чарта Circle в Южной Корее за период с 27 ноября по 3 декабря 2022 года, а также на 4-м и 193-м местах в соответствующих выпусках чартов скачиваний и стриминга соответственно. Дебют сингла состоялся на 24-м месте в еженедельном чарте цифровых синглов Oricon в Японии, где было продано 3046 загрузок за период с 28 ноября по 4 декабря 2022 года. В США сингл набрал 4,1 миллиона прослушиваний и продал 29 000 загрузок за первую неделю отслеживания (период с 2 по 8 декабря). Он дебютировал на 83-м месте в чарте Billboard Hot 100 от 17 декабря, что позволило RM и Юджин впервые попасть в этот чарт с сольными композициями. Также эта песня стала самой продаваемой за этот период и заняла первое место в чарте Digital Songs. Сингл дебютировал на первом месте в специализированном чарте World Digital Song Sales, что позволило RM занять четвёртое место в общем зачёте этого рейтинга.
Журнал Dazed включил песню «Wild Flower» на 17-е место в своём ежегодном рейтинге 40 лучших K-pop треков, выпущенных в 2022 году. Музыкальный критик Тейлор Гласби отметила, что позиция песни в списке является «свидетельством её мощной и эмоциональной непосредственности». Она описала её как «прекрасно структурированное, продюсированное и исполненное отражение психики суперзвезды, одновременно увлекательное и глубоко трогательное». Позже сингл был номинирован в категории «Лучшая музыка (зима)» на премии Fact Music Awards 2023.

## Продвижение
RM подробно обсуждал альбом Indigo в интервью для журналов NME, Variety и The Atlantic, опубликованных в день его выхода. Вскоре после этого он дебютировал с сольным выступлением на NPR в рамках шоу «Tiny Desk Concert». Сеттинг из трёх песен рэпера начался с трека «Seoul» из его микстейпа Mono (2018), за которым последовали первые два трека с альбома: «Yun» и «Still Life». RM также принял участие в двухсерийном эпизоде радиошоу Melon Station, где обсудил процесс создания альбома, свои коллаборации, поделился закулисными историями и ответил на вопросы аудитории. Также было выпущено эксклюзивное видео «Ask Me Anything».
5 декабря в Rolling Hall в районе Хондэ, Сеул, состоялось небольшое музыкальное мероприятие в честь релиза альбома. Мероприятие было организовано для двухсот фанатов, выбранных по результатам лотереи на платформе Weverse, которая проводилась среди тех, кто заранее заказал альбом. Победители были объявлены 24 ноября. Запись мероприятия была предназначена для последующего использования в рекламных видеороликах. RM исполнил восемь из десяти треков альбома, а также две другие песни, ранее уже выпущенные им. В шоу приняли участие приглашённые артисты: Пол Бланко, Ким Саволь, Колде и Юджин. Видео с выступлением было бесплатно загружено на официальный YouTube-канал BTS в том же месяце.
В соответствии с основной идеей Indigo, заключающейся в продвижении «гармонии между музыкой и искусством». RM записал специальный мини-концерт в художественном музее Dia Beacon в Биконе. Премьера 12-минутного видео состоялась на YouTube 8 декабря 2022 года. В него вошли четыре композиции из альбома: «Wild Flower», «Still Life», «Change Pt. 2» и «No. 2». Первое выступление состоялось в саду перед зданием музея, а остальные песни были исполнены в различных внутренних арт-пространствах. RM впервые посетил музей во время отпуска в декабре 2021 года, и этот опыт вдохновил его на то, чтобы предложить идею съёмок в музее.
«Я подумал, что ["Still Life"] идеально сочетается с произведением искусства, потому что это своего рода преображение»... Dia Beacon превратила бывшую фабрику по производству коробок в «волшебное», «очаровательное» и «завораживающее» место. «То, как свет падает на поверхность произведений искусства, просто поражает воображение... Мне очень хотелось провести живое выступление рядом с его [Ричарда Серры] работами в Dia Beacon, потому что его работы как бы символизируют это место».RM о том, что побудило его выступить на Dia Beacon, ARTnews
В видео представлены работы Роберта Ирвина в области ландшафтной архитектуры, скульптуры Джона Чемберлена из измельчённого металла, «Скрученные эллипсы» Ричарда Серры и световая скульптура Дэна Флавина «Без названия (тебе, Хайнер, с восхищением и любовью)», созданная в 1973 году. RM выбрал эти произведения для своих перформансов из-за своего восхищения соответствующими художниками и увлечения концепцией и процессом создания их работ.

## Реакция критиков
| Совокупная оценка | Совокупная оценка |
| Источник          | Оценка            |
| ----------------- | ----------------- |
| Metacritic        | 87/10             |
| Оценки критиков   |                   |
| Источник          | Оценка            |
| AllMusic          | [ 41 ]            |
| Clash             | 8/10              |
| Consequence       | 91/100            |
| NME               | [ 43 ]            |
| The Observer      | 60/100            |
| Rolling Stone     | 80/100            |

На сайте Metacritic, который присваивает рецензиям профессиональных изданий нормализованную оценку по шкале от 1 до 100, Indigo получил средний балл 87 на основе шести рецензий, что означает «всеобщее признание». Мэри Сироки из Consequence написала, что альбом Indigo «кажется подарком как для творческого духа RM, так и для слушателей». Она отметила, что альбом «отражает человеческий опыт, в котором есть место как для глубокой сердечной боли, так и для радости». Сироки охарактеризовала альбом как «запись автора, находящегося на вершине своей формы, который доказал, что у него ещё есть куда стремиться и чем делиться». Она похвалила RM за выражение его разочарований в «уникально изолирующем периоде жизни», «творческое очищение» и эксперименты, очевидные в альбоме, а также за «пронзительное раскрытие сердечной боли и надежды». Сироки выделила треки «Still Life», «All Day» и «Wild Flower» как ключевые композиции альбома. 
В рецензии для журнала Clash обозреватель отметил, что «RM находится в своей лучшей форме на новом сольном альбоме Indigo». Эбби Эйткин выделила «чувство роста» и изменение перспективы, присутствующее в альбоме Indigo. Она описала альбом как «более откровенное представление» RM, в котором «собраны яркие уроки, артистическое мастерство и зрелый взгляд на старение». Эйткин поставила альбому оценку 8/10, отметив, что «включение искусства в сочетании с интерпретацией природы... создаёт успокаивающее, понятное и свежее впечатление». Она также похвалила тщательный выбор RM для сотрудничества, отметив, что «каждый трек соответствует стилю приглашённых артистов». В заключение Эйткин отметила, что альбом представляет собой «очаровательный взгляд на мышление глобальной суперзвезды».
Музыкальный критик Райан Дейли из журнала NME поставил альбому Indigo RM пять звёзд, отметив, что артист «стремится к вечности» с «выдающимся сольным дебютом», который «точно и творчески отражает неопределённость и непредсказуемость жизни». Дейли заметил, что Indigo «непредсказуем и неугомонен» и «постоянно находится в состоянии метаморфоз, одновременно ища — и, в конце концов, находя ответы». Альбом «отражает период, который часто воспринимается как время поиска и определения своего пути», и, как и жизнь, «находится в захватывающем движении». Дейли похвалил открывающий трек «Yun» как «задумчивый отклик к 90-м годам, задающий вопросы идентичности, искусства и цели», а также «сырость и грубость — и почти эмо-качество» вокала RM в песне «Lonely». Дейли продолжил: «С точки зрения лирики, альбом демонстрирует одного из самых проницательных и творческих писателей своего поколения, выходящего на новый уровень». Дейли отметил, что RM «мастерски использует каждую деталь, каждая из которых подкреплена чувством цели», и заключил, что «Indigo ощущается как шедевр с потенциалом быть признанным классикой».
Музыкальный критик журнала Rolling Stone Мишель Хён Ким отметила, что фраза «тяжела корона, что на голове» особенно применима к RM, и через альбом Indigo он «возвращает себе своё перо». По мнению Ким, Indigo — это «авантюрный звуковой портрет внутреннего мира RM, работа художника, который находит свой голос, объединяя влияния, резонирующие с его душой». Ким высоко оценила трек «Yun» за создание «звуковой точки встречи» для «двух легенд», Эрики Баду и покойного южнокорейского художника Юн Хён-гёна. Ким добавила: «Захватывающее сочетание напоминает о предыдущих литературных отсылках RM в песнях BTS, где он упоминал Харуки Мураками и юнгианскую философию, создавая вселенную ссылок, в которой так легко потеряться». Трек «Wild Flower» был назван «взрывным рок-композицией», в которой «куплетные строки намекают на бесконечные тревоги RM», а сам RM «рисует образ открытого поля как места, где он может восстановить связь со своей целью». Ким заключила, что «письмо RM стало его суперспособностью, поскольку миллионы людей по всему миру идентифицируют себя с его интроспективными, глубоко прочувствованными текстами».
Леника Круз из журнала The Atlantic охарактеризовала альбом Indigo как «музыку, охватывающую широкий спектр жанров, но при этом сохраняющую индивидуальный стиль автора, который годами совершенствовал своё звучание и тематические интересы». Круз описала альбом как поиск смысла, отметив, что, несмотря на статус поп-звезды, RM тяготеет к более медленным и созерцательным формам искусства и взаимодействия. Ведущий сингл «Wild Flower» Круз назвала «эпической композицией, кружащейся, как ураган… искренней, умоляющей и полной заслуженного принятия». Джанелл Окводу из журнала Vogue отметила, что RM в своих треках, таких как «Still Life» и «Lonely», затрагивает темы, которые близки каждому: изоляцию, тоску и сожаление. Окводу охарактеризовала это как «сдвиг в сторону более интимного повествования» и вызов жанровым стереотипам, назвав его «затягивающей смесью рока, попа, хип-хопа и фанка».
Национальная академия искусства и науки звукозаписи отметила, что RM демонстрирует новый уровень артистизма в альбоме Indigo, высоко оценив его намеренность и объединение различных художественных средств через музыку и искусство. Сотрудничества в альбоме отражают уровень мастерства, которого достиг RM, и его способность преодолевать границы. Обозреватель Академии звукозаписи Эшли Митчелл заметила, что «этот альбом посвящён искусству музыки, а не установлению рекордов или следованию тенденциям».
Писатель Uproxx Лай Фрэнсис назвал песню «Wild Flower» «леденящей кровь» композицией из долгожданного альбома RM Indigo. Писательница Лекси Лейн также похвалила трек «Still Life» за «сочетание элементов R&B с мощными рэп-куплетами RM». Треки Indigo также были признаны лучшими новинками в подборках Nylon («Yun» с участием Эрики Баду звучит «волшебно на фоне сложных размышлений рэпера»), Consequence («Still Life» с «дихотомией… которая говорит о возвращении к самостоятельности, когда твоя жизнь выставлена напоказ»), Rolling Stone и MTV.
Музыкальный критик Дивьянша Донгре назвала альбом «утончённым проявлением взглядов, над которыми [RM] размышлял в течение последнего десятилетия». Billboard поставил альбом Indigo на первое место в своём итоговом списке «25 лучших K-pop альбомов 2022 года». Журналист Джефф Бенджамин написал, что «RM передал сущность своих двадцати лет в десяти треках альбома Indigo, но это 32-минутное путешествие выходит далеко за пределы опыта одного человека. Как и хорошее искусство, Indigo затрагивает идеи и сообщения, которые трудно выразить словами, но прослушивание музыки позволяет им проявиться».

## Коммерческие показатели
Альбом Indigo впервые попал в чарты Японии только в цифровом формате. Он дебютировал на первом месте в еженедельном чарте цифровых альбомов Oricon от 12 декабря 2022 года с продажами в 3231 копию за период с 28 ноября по 4 декабря 2022 года. После выхода физического альбома в стране 10 декабря, он вошёл в еженедельный чарт альбомов, опубликованный 19 декабря, под номером четыре. За период с 5 по 11 декабря было продано 25 123 экземпляра альбома.
Альбом дебютировал на 15-м месте в США в чарте Billboard 200, опубликованном 17 декабря 2022 года, с 31 000 эквивалентными альбомами. Это стало вторым и самым высоким достижением RM в чарте на данный момент. Из этого числа было продано 10 500 чистых копий цифрового альбома (физический альбом ещё не был доступен в стране), что позволило исполнителю занять второе место в топ-10 соответствующего выпуска чарта продаж альбомов, заняв 10-ю позицию. Он вернулся в топ-100 чарта Artist на восьмую позицию, что стало его самым высоким пиком в этом рейтинге на тот момент.. Восемь треков альбома — «Wildflower», «Still Life», «Yun», «Lonely», «All Day», «Hectic», «No.2» и «Forgotful» — одновременно вошли в топ-8 чарта World Digital Song Sales, что позволило RM стать четвёртым артистом после BTS, Agust D и J-Hope, который достиг такого результата с момента создания чарта. «Still Life», «Yun» и «All Day» заняли первые три строчки в чарте продаж цифровых песен в жанре рэп, а «Closer» возглавил чарты продаж цифровых песен в стиле R&B и R&B/хип-хоп соответственно. После выхода в США физического альбома 16 декабря Indigo достигли третьей строчки в чарте Billboard 200, выпущенном 31 декабря, с 83 000 альбомных копий, что эквивалентно 79 000 продажам в чистом виде (77 500 физических альбомов и еще 1500 цифровых альбомов) и 4000 проданных в потоковом эквиваленте альбомных копий (5,3 миллиона потоков).— благодаря этому RM впервые сольно попал в топ-10 и достиг наивысшей отметки в рейтинге[58], а также стал самым высокооплачиваемым корейским сольным исполнителем в истории Billboard 200; Он побил рекорд, ранее установленный южнокорейской певицей Наён с её дебютным мини-альбомом Im Nayeon, который в июле занял седьмую строчку в чартах. RM также поднялся на новую высоту в рейтинге Artist 100, заняв шестое место.

## Признание
Альбом Indigo и его треки были включены в списки критиков таких изданий, как Rolling Stone India, Billboard, TIME, Consequence и Dazed. Южнокорейский журнал IZM поставил Indigo в список лучших K-pop альбомов 2023 года. Музыкальный критик Парк Суджин отметил, что «инициативность и смелость, пронизывающие весь альбом, не наблюдались в последние годы». Журнал Bandwagon Asia включил альбом Indigo в список лучших альбомов и мини-альбомов 2022 года. Издание охарактеризовало RM как «придирчивого в своих выборах, что привело к созданию альбома, не поддающегося трендам и отражающего личные предпочтения RM». По версии Genius Korea, альбом Indigo занял первое место в рейтинге лучших K-pop альбомов 2023 года. В рецензии отмечается, что благодаря «сочетанию различных жанров, участию разноплановых артистов и мастерскому написанию текстов RM создал трогательный Indigo… лирический шедевр, предлагающий как рефлексивные, так и амбициозные перспективы, что делает его лучшим альбомом года». Журнал Paper включил трек «Yun» в список лучших K-pop би-сайдов 2022 года, отметив, что дань уважения покойному корейскому артисту Юн Хён-гын является «пронзительным размышлением одного из самых влиятельных умов в музыке на сегодняшний день».
Журнал Billboard включил обложку альбома Indigo на 86-е место в свой список 100 лучших обложек альбомов всех времён, отметив обложку с картиной «Синева» (1972) художника Юн Хён Гына: «Загадочная и элегичная, она идеально подходит для альбома о прощании с определённым периодом жизни».
| Издатель            | Список                                                         | Место | Ист.   |
| ------------------- | -------------------------------------------------------------- | ----- | ------ |
| Billboard           | 25 лучших альбомов K-pop 2022 года                             | 1     | [ 73 ] |
| Genius Korea        | Лучшие K-Pop-альбомы 2023 года                                 | 1     | [ 70 ] |
| Rolling Stone       | Лучшая музыка 2022 года: Выбор редакции                        | 1, 8  | [ 74 ] |
| Consequence         | Опрос читателей о лучших альбомах 2022 года                    | 2     | [ 75 ] |
| Rolling Stone India | 5 лучших корейских альбомов в жанрах хип-хоп и R&B за 2022 год | 3     | [ 76 ] |
| Genius              | 50 лучших альбомов 2022 года                                   | 25    | [ 77 ] |
| TIME                | Лучшие песни и альбомы K-Pop 2022 года                         | н/д   | [ 78 ] |
| IZM                 | Лучшие альбомы года                                            | н/д   | [ 68 ] |
| Hankook Ilbo        | Альбомы года                                                   | н/д   | [ 79 ] |
| Bandwagon Asia      | Лучшие альбомы/мини-альбомы 2022 года                          | н/д   | [ 69 ] |

| Издатель       | Песня                                 | Список                                    | Место | Ист.   |
| -------------- | ------------------------------------- | ----------------------------------------- | ----- | ------ |
| Consequence    | Wild Flower                           | Опрос читателей о лучших песнях 2022 года | 3     | [ 75 ] |
| Genius Korea   | Closer                                | Лучшие коллаборации K-Pop в 2023 году     | 5     | [ 80 ] |
| Paper          | Yun                                   | Лучшие би-сайды K-Pop 2022 года           | 10    | [ 81 ] |
| Dazed          | Wild Flower                           | Лучшие K-Pop треки 2022 года              | 17    | [ 82 ] |
| Teen Vogue     | Wild Flower, Still Life, Change Pt. 2 | 79 лучших K-Pop-песен 2022 года           | н/д   | [ 83 ] |
| Bandwagon Asia | Closer                                | Лучшие коллаборации 2022 года             | н/д   | [ 84 ] |

## Список песен
| №                   | Название                                | Автор(ы)                                                              | Продюсер(ы)                    | Длительность |
| ------------------- | --------------------------------------- | --------------------------------------------------------------------- | ------------------------------ | ------------ |
| 1.                  | «Yun» (с Эрикой Баду)                   | RM Logikal J Ghstloop                                                 | Logikal J Ghstloop             | 3:54         |
| 2.                  | «Still Life» (с Андерсеном Паком)       | RM Ninos Hanna Emil Schmidt Adam Kulling Ghstloop                     | Hanna Schmidt Kulling Ghstloop | 2:55         |
| 3.                  | «All Day» (с Табло)                     | Pdogg RM Tablo                                                        | Pdogg                          | 3:06         |
| 4.                  | «Forg_tful» (кор. 건망증; c Ким Саволь) | RM John Eun                                                           | Eun                            | 2:42         |
| 5.                  | «Closer» (с Полом Бланко, Махалией)     | RM Andy Clutterbuck James Hatcher Махалией Benjamin Hart Blanco Pdogg | Honne                          | 3:17         |
| 6.                  | «Change Pt.2»                           | RM EAeon                                                              | EAeon                          | 1:54         |
| 7.                  | «Lonely»                                | RM Pdogg                                                              | Pdogg                          | 2:46         |
| 8.                  | «Hectic» (с Colde)                      | Pdogg RM Colde                                                        | Pdogg                          | 3:46         |
| 9.                  | «Wild Flower» (кор. 들꽃놀이; с Юджин)  | RM Docskim                                                            | Docskim                        | 4:33         |
| 10.                 | «No.2» (с Пак Чиюн)                     | RM Eun                                                                | Eun                            | 3:14         |
| Общая длительность: | Общая длительность:                     | Общая длительность:                                                   | Общая длительность:            | 32:07        |

## Создатели
Список авторов, составленный на основе буклета альбома Indigo, расположен в алфавитном порядке. Не включает вокальные партии, авторов песен и продюсеров, уже упомянутых выше.
Мастеринг выполнен Крисом Герингером в студии Sterling Sound.
- ДжаРон «Джо Кул» Адкисон — звукорежиссёр (трек 1)
- Эрика Баду – бэк-вокал (трек 1)
- Антуан Барнс — хор (треки 2, 3)
- Дуэйн Бенджамин — соавтор хоровых партий (треки 2, 3), аранжировка/оркестровка хора (трек 2)
- Пол Бланко — бэк-вокал (трек 5), звукорежиссура (трек 5)
- Дедрик Боннер — аранжировка/оркестровка для хора (треки 2, 3), хор (треки 2, 3), дирижёр хора (треки 2, 3)
- Брайс Чарльз — хор (треки 2, 3)
- Хе Джин Чой — звукорежиссёр (трек 10)
- Маркелл Уорд Клейтон — хор (треки 2, 3)
- Colde — звукорежиссёр (трек 8)
- Docskim — фортепиано (трек 9), синтезатор (трек 9), бас (трек 9), программирование (трек 9), аранжировка струнных (трек 9)
- EAeon — клавишные (трек 6), синтезатор (трек 6), звукорежиссура (трек 6)
- Джон Ын – фортепиано (треки 4, 10), акустическая гитара (треки 4, 10), бас-гитара (треки 4, 10), перкуссия (треки 4, 10), вокал и рэп-аранжировка (треки 4, 10), разработка звукозаписи (треки 4, 10), цифровой монтаж (треки 4, 10), разработка микширования (треки 4, 10), электрическое пианино (трек 10), синтезатор (трек 10), электрогитара (трек 10), бэк-вокал (трек 10)
- Эван — цифровое редактирование (треки 2, 3, 5–8)
- Ghstloop — клавишные (треки 1, 2), синтезатор (треки 1, 2), цифровое редактирование (треки 1, 2, 6)
- Саммер Грир — хор (треки 2, 3)
- Hissnoise — цифровое редактирование (трек 9)
- Honne — клавишные (трек 5), синтезатор (трек 5), гитары (трек 5), программирование ударных (трек 5)
- Джейсен Джошуа — сведение (трек 2)
  - Майк Сиберг — сведение (трек 2)
    - Рэйчел Блум — ассистентка (трек 2)
    - Джейкоб Ричардс — ассистент (трек 2)
    - DJ Риггинс — ассистент (трек 2)
- Onewoo Kang — дополнительное программирование (трек 9)
- Дэвид Ким — сведение (трек 3)
- Чон Кук Ким — барабаны (трек 10)
- Роб Кинельски — сведение (трек 6)
- Адам Куллинг — клавишные (трек 2), синтезатор (трек 2)
- Кен Льюис — сведение (треки 1, 5)
- Logikal — клавишные (треки 1, 2), синтезатор (трек 1)
- Maiz — цифровое редактирование (треки 2, 3, 5)
- Мэнни Маррокин — сведение (трек 9)
  - Зак Перейра — ассистент звукорежиссёра (трек 9)
  - Трей Стейшн — ассистент звукорежиссёра (трек 9)
  - Энтони Вильчис — ассистент звукорежиссёра (трек 9)
- Син Мин — аранжировка струнных (трек 9), дирижирование струнными (трек 9)
- Ша'лия Николь — хор (треки 2, 3)
- Сон Гын О — звукорежиссёр (трек 9)
  - Е Чан Джу — ассистент (трек 9)
- Пак Чиюн — бэк-вокал (трек 10)
- Pdogg — клавишные (треки 3, 5, 7, 8), синтезатор (треки 3, 7, 8), программирование ударных (трек 5)
- Илильта Пина — хор (треки 2, 3)
- Эрик Райхерс — звукорежиссёр (треки 2, 3)
- Джеймс Ф. Рейнольдс — сведение (трек 7)
  - CD Rios — ассистент в студии (треки 2, 3)
- RM — аранжировка вокала и рэпа (треки 1–10), звукорежиссура (треки 1–10), бэк-вокал (треки 3, 5–10), перкуссия (трек 4)
- Клинтон Роан — хор (треки 2, 3)
- Эмили Сильва — хор (треки 2, 3)
- Slowminsteady — гитара (трек 9)
- Хулио Уллоа — звукорежиссёр (трек 2)
- Га Янг — микширование (трек 8)
- Ён Стринг — струна (трек 9)
- Юджин — бэк-вокал (трек 9), аранжировка вокала и рэпа (трек 9)
- Янг — гитары (трек 5), звукорежиссура (трек 5)
- Зин — аранжировка вокала и рэпа (трек 9), звукорежиссура (трек 9)

## Чарты
| Чарт (2022)                           | Наивысшая позиция |
| ------------------------------------- | ----------------- |
| Австралия (ARIA)                      | 26                |
| Австрия (Ö3 Austria)                  | 29                |
| Бельгия/Фландрия (Ultratop)           | 53                |
| Бельгия/Валлония (Ultratop)           | 8                 |
| Canadian Albums (Billboard)           | 19                |
| Croatian International Albums (HDU)   | 9                 |
| Дания (Hitlisten)                     | 25                |
| Нидерланды (Album Top 100)            | 67                |
| Финляндия (Suomen virallinen lista)   | 7                 |
| Франция (SNEP)                        | 27                |
| Германия (Offizielle Top 100)         | 18                |
| Greek Albums (IFPI)                   | 18                |
| Венгрия (MAHASZ)                      | 9                 |
| Ирландия (IRMA)                       | 64                |
| Italian Albums (FIMI)                 | 21                |
| Япония (Oricon) · Book Edition        | 4                 |
| Japanese Combined Albums (Oricon)     | 4                 |
| Japanese Hot Albums (Billboard Japan) | 4                 |
| Lithuanian Albums (AGATA)             | 3                 |
| New Zealand Albums (RMNZ)             | 12                |
| Польша (ZPAV)                         | 11                |
| Португалия (AFP)                      | 3                 |
| South Korean Albums (Circle)          | 2                 |
| Испания (PROMUSICAE) · Book Edition   | 28                |
| Швеция (Sverigetopplistan)            | 55                |
| Швейцария (Schweizer Hitparade)       | 6                 |
| Великобритания (UK Albums Chart)      | 45                |
| US Billboard 200                      | 3                 |
| US World Albums (Billboard)           | 1                 |

| Чарт (2022)                                | Наивысшая позиция |
| ------------------------------------------ | ----------------- |
| Japanese Albums (Oricon) Book Edition      | 11                |
| South Korean Albums (Circle) Book Edition  | 3                 |
| South Korean Albums (Circle) Weverse Album | 6                 |

| Чарт (2022)                                | Позиция |
| ------------------------------------------ | ------- |
| South Korean Albums (Circle) Book Edition  | 31      |
| South Korean Albums (Circle) Weverse Album | 74      |

| Chart (2023)                          | Position |
| ------------------------------------- | -------- |
| Japanese Hot Albums (Billboard Japan) | 93       |
| US World Albums (Billboard)           | 12       |

## Сертификация и продажи
| Регион                  | Сертификация  | Продажи |
| ----------------------- | ------------- | ------- |
| Япония                  | —             | 33,258  |
| Республика Корея (KMCA) | 2× Платиновый | 879,620 |
| США                     | —             | 93,500  |

## История релиза
| Регион(ы) | Дата                 | Формат(ы)                     | Лейбл         | Ист.    |
| --------- | -------------------- | ----------------------------- | ------------- | ------- |
| Различные | 2 декабря 2022 года  | CD digital download streaming | Big Hit Music | [ 123 ] |
| Япония    | 10 декабря 2022 года | CD                            | Big Hit Music | [ 124 ] |
| Европа    | 16 декабря 2022 года | CD                            | Big Hit UMG   |         |
| Италия    | 16 декабря 2022 года | CD                            | Big Hit UMG   | [ 125 ] |
| США       | 16 декабря 2022 года | CD                            | Big Hit UMG   | [ 126 ] |

### Комментарии
1. ↑  Позже этот рекорд побил участник группы BTS Чимин, который в апреле 2023 года занял второе место с дебютным студийным альбомом Face.[1]